# Farmington (Virgínia de l'Oest)
Farmington és una població dels Estats Units a l'estat de Virgínia de l'Oest. Segons el cens del 2000 tenia 387 habitants.

## Demografia
Segons el cens del 2000, Farmington tenia 387 habitants, 163 habitatges, i 108 famílies. La densitat de població era de 355,8 habitants per km².
Dels 163 habitatges en un 26,4% hi vivien nens de menys de 18 anys, en un 42,9% hi vivien parelles casades, en un 17,2% dones solteres, i en un 33,7% no eren unitats familiars. En el 30,1% dels habitatges hi vivien persones soles el 19% de les quals corresponia a persones de 65 anys o més que vivien soles. El nombre mitjà de persones vivint en cada habitatge era de 2,37 i el nombre mitjà de persones que vivien en cada família era de 2,93.
Per edats la població es repartia de la següent manera: un 23,5% tenia menys de 18 anys, un 7% entre 18 i 24, un 27,4% entre 25 i 44, un 23% de 45 a 60 i un 19,1% 65 anys o més.
L'edat mediana era de 37 anys. Per cada 100 dones de 18 o més anys hi havia 81,6 homes.
La renda mediana per habitatge era de 29.375 $ i la renda mediana per família de 39.688 $. Els homes tenien una renda mediana de 31.250 $ mentre que les dones 18.750 $. La renda per capita de la població era de 15.990 $. Entorn del 5,9% de les famílies i el 9% de la població estaven per davall del llindar de pobresa.

## Poblacions més properes
El següent diagrama mostra les poblacions més properes.